# Juchuysillu arenalesensis
Juchuysillu arenalesensis è un mammifero notoungulato estinto, appartenente ai tipoteri. Visse tra il Miocene inferiore e il Miocene medio (circa 18-15 milioni di anni fa) e i suoi resti fossili sono stati ritrovati in Sudamerica.

## Descrizione
Questo animale doveva essere vagamente simile a un'attuale cavia, e non doveva superare di molto il chilogrammo di peso. Juchuysillu è noto solo per scarsi resti fossili comprendenti mascelle e mandibole con denti, ma dal raffronto con alcuni animali simili e meglio noti (quali Cochilius, Interatherium e Protypotherium) è possibile ipotizzarne l'aspetto. Juchuysillu si distingueva dai generi affini principalmente per la taglia minuscola, ma soprattutto per una combinazione unica dei caratteri della dentatura: erano presenti deboli solchi sul terzo e quarto premolare superiore, i molari erano in ordine decrescente dal primo al terzo e di forma trapezoidale, e il terzo molare inferiore era privo di un solco buccale del talonide. 

## Classificazione
Juchuysillu è un rappresentante degli interateriidi, una famiglia di notoungulati tipoteri comprendenti forme di taglia e aspetto variegati. In particolare, analisi filogenetiche mostrerebbero Juchuysillu in una posizione ancestrale rispetto a numerose specie di interateriidi come Miocochilius anomopodus, Caenophilus tripartitus, Miocochilius federicoi e varie specie di Protypotherium (tra cui la ben nota P. australe), ma più derivata rispetto a Protypotherium sinclairi. 
Juchuysillu arenalesensis venne descritto per la prima volta nel 2020, sulla base di resti fossili ritrovati nella formazione Nazareno in Bolivia meridionale, risalente al Miocene inferiore/medio. Un altro esemplare attribuito alla medesima specie proviene dalla zona di Cerdas, sempre in Bolivia, in terreni un po' più recenti.